# XXXe congrès du Parti communiste français
Le XXXe congrès du PCF s'est tenu à Martigues, du 23 au 26 mars 2000. C'est la première fois depuis 1956 que le Congrès se tient en dehors de la région parisienne. L'élément le plus notable est sans doute le changement de nom des instances dirigeantes du parti (le comité national devient le conseil national et le bureau national devient le collège exécutif). Robert Hue est réélu pour la dernière fois.

## Préparation
En septembre 1999, il est annoncé un léger report du Congrès. Il devait se tenir en février, il se déroule finalement en mars.

## Déroulement
Arlette Laguiller est présente à ce Congrès.
Jean-Paul Magnon (d) prononce le discours d'introduction.
Ce congrès est présenté par Robert Hue comme étant une refondation du parti, mais selon Stéphane Courtois l'essentiel de l'idéologie du parti reste inchangée.

### Votes
Une motion de soutien aux enseignants est votée.
Une modification statuaire sur le changement des instances dirigeantes est votée par le congrès :
- Votants : 886
- Pour : 721 voix (81,38 %)
- Contre : 87 voix (9,82 %)
- Abstentions : 78 voix (8,80 %)

## Membres de la direction
Le Conseil national désigne les 46 membres du Collège exécutif (CE) chargé de l'animation politique du parti :
- Secrétaire national : Robert Hue*
- Coordinatrice de l'exécutif : Marie-George Buffet*
- Présidente du Conseil national : Dominique Grador*
- Membres du Collège: Alain Bocquet*, Nicole Borvo*, Patrick Braouezec, Isabelle Charpentier, Daniel Cirera, Patrice Cohen-Seat, Jean-Marc Coppola, Brigitte Dareau, Michelle Demessine, Meriern Derkaoui, Michel Deschamps, Yves Dimicoli, Yamina Djerfaf, Michel Duffour, Martine Durlach, Denis Duvot, Nathalie Fontenel, Michela Frigiolini, Nadine Garcia, Jean-François Gau*, Jean-Claude Gayssot*, Manuella Gomez, Joëlle Greder, Serge Guichard, Sylvie Jan, Michel Laurent, Annick Le Goff, Patrick Le Hyaric, Paul Lespagnol*, Aude Lumeau, Jean-Paul Magnon*, Nicolas Marchand, Roger Martelli, Sylvie Mayer, Eugène-Henri More, Rosa Moussaoui, Jacques Nikonoff, Cathy Savel, Marie-Pierre Vieu, Marie-France Vieux-Marcaud*, Pierre Zarka* et Henriette Zoughebi.